# Jesús Juárez Párraga
Jesús Juárez Párraga (22 de juliol del 1942, Alquerías, Múrcia, Espanya) és un bisbe catòlic, filòsof, pedagog i teòleg espanyol instal·lat a Bolívia.

## Biografia
Quan era jove descobrí la seva vocació religiosa, decidí ingressar el setembre del 1953 al Col·legi de la Congregació Pia Societat de Sant Francesc de Sales de Cabezo de Torres, fent-se salesià. Després de completar els seus estudis de filosofia, el 1964 es traslladà a Bolívia, on treballà amb els orfes, fins al 1968 que tornà a Europa per estudiar pedagogia social al Monestir Benedictí de Baviera (Alemanya) i teologia a la Universitat Pontifícia Salesiana de Roma (Itàlia).
El 16 de desembre del 1972 fou ordenat sacerdot a la seva població natal, Alquerías. Després de la seva ordenació tornà a Bolívia i allà inicià el seu ministeri pastoral com a rector en una església de la ciutat de Santa Cruz de la Sierra, fins al 1977 que es convertí en vicari de la província salesiana.
Posteriorment, el 16 d'abril del 1988, fou nomenat pel papa Joan Pau II com a bisbe titular de Gummi di Proconsolare. Rebé la consagració episcopal el 18 de juny d'aquell any, a mans dels seus consagrants: l'arquebisbe Luis Sáinz Hinojosa i el cardenal Julio Terrazas Sandoval. Escollí com a lema Omnibus asi facere.
Des del 1991 ocupa diversos càrrecs dins de la Conferència Episcopal de Bolívia, com el de vicepresident i secretari general. El 25 de juny de 1995 fou nomenat el primer bisbe del a història de la nova diòcesi d'El Alto. Actualment, des del 2 de febrer del 2013, després d'haver estat nomenat pel papa Benet XVI, és el nou arquebisbe metropolità de l'arquebisbat de Sucre.